# Sord IS-11
Sord IS-11 je bilo prijenosno računalo koje je proizvodila japanska tvrtka Sord Computer Corporation i koje je na tržište izašlo 1983. Sord IS 11 ima širinu u dužinu jednake dimenzija A4 papira i izgrađeno oko CMOS inačice Zilog Z80. U svom ROMu Sord IS-11 imao je sljedeće ugrađene aplikacije: komunikacijski program, tekst editor, tablični program, i program za rad s datotekama. Inače IS u imenu modela je skraćenica za Integrated Software (ugrađeni softver)

## Tehnička svojstva
- Mikroprocesor: Zilog Z80A
- Takt: 3.4Mhz
- RAM: 32 do 64 Kb NVRAM
- ROM: 64Kb
- Grafika i znakovi:
  - Znakovni mod: 40 x 8
  - Grafički mod: 256 x 64 piksela
- Ulazno/Izlazne jedinice:
  - RS-232 (serijski)
  - Centronics (paralelni)
  - čitač za linijski kod (barcode reader)
  - izlaz za proširenje
  - ulaz za ROM karticu (maks 64Kb)
  - izlaz/ulaz za vanjski kasetofon
- Zaslon: monokromni LCD
- Sekundarna memorija: ugrađena mikrokaseta kapacitet 128Kb, brzina prijenosa 2000 bauda
- Vanjske jedinice:
  - 3.5" disketna jedinica
  - vajnski čitač linijskog koda
  - modem
  - termalni pisać
- Napajanje: 12V Ni-Cd baterija (8 sati autonomije), vanjski izvor napajanja
- Operacijski sustav: PIPS
- Dimenzije: 300 (širina) x 215 (dužina) x 48 (visina) mm
- Težina: 2 kg